# Blechnales
Blechnales é uma ordem extinta de plantas da classe das Pteridopsida dentro da divisão das Pteridophyta que inclui as samambaias modernas.

## Famílias
- Blechnaceae
- Aspleniaceae
- Dryopteridaceae
- Lomariopsidaceae
- Thelypteridaceae
- Woodsiaceae